# Matild
A Matild germán eredetű női név, jelentése: hatalom + harc.

## Rokon nevek
- Matilda:[1] a Matild több nyelvben használatos alakváltozata.[2]
- Tilda:[1] a Klotild és a Matild beceneve.[3]
- Tilla:[1] a németben a Matild, Otília és Klotild beceneve.[3]

A Méta és a Metta a Matild és a  Margit becenevei.
Metella

## Gyakorisága
Az 1990-es években a Matild igen ritka, a Matilda, Tilda és a Tilla szórványos név, a 2000-es években nem szerepelnek a 100 leggyakoribb női név között.

## Névnapok
Matild, Matilda
- március 14.[2]
- május 31.[2]

Tilda
- március 14.[3]
- május 31.[3]
- június 3.[3]

Tilla
- március 14.[3]
- május 31.[3]
- december 13.[3]

## Híres Matildok, Matildák, Tildák, Tillák
- Matilda toszkánai őrgrófnő
- Skóciai Matild angol királyné
- Normandiai Matild német-római császárné, Anglia úrnője
- Habsburg–Tescheni Matild Mária főhercegnő
- Matild norvég királyné
- Matild belga királyné
- Tilda Swinton angol színésznő